# 短尾真鲨
短尾真鲨（学名：Carcharhinus brachyurus），又名短尾白眼鮫、大沙，为軟骨魚綱板鰓亞綱真鯊目真鲨科真鲨属的鱼类，被IUCN列為易危保育類動物。由於短尾真鲨的分佈範圍非常分散，學者已經在不同的地點對其進行了許多科學描述。目前，最早的有效描述被認為是英國動物學家Albert Günther在1870年大英博物館魚類目錄第八卷中對本物種的描述。最早的命名曾被認為是Auguste Duméril於1865年提出的Carcharias remotus，直到發現與該名字相關的模式標本實際上是C. acronotus。因此，本物種在較早的文獻中通常被稱為C. remotus。更早的名字是理查德·歐文(Richard Owen)1853年命名的Galeolamna greyi，其分類學地位值得懷疑。現代學者已將此物種歸入真鯊屬。

## 分布
本魚分布於大西洋及太平洋溫帶及熱帶海域，在西大西洋，從墨西哥灣至巴西到阿根廷；在東大西洋，從法國南方外海(包括地中海)到非洲南部及南非納塔爾中部；西太平洋，從日本到紐西蘭；東太平洋，從美國的南加州到墨西哥加利福尼亞灣至祕魯海域，深度0至360公尺。该物种的模式产地在新西兰。

## 特徵
本魚體長紡錘型且粗壯，頭部後方略呈拱形。鼻子相當長而尖，鼻孔前面有皮瓣，眼睛圓形、中等大具有瞬膜，嘴角處有短而細的皺紋，上齒列29-35列，下齒列29-33列，牙齒呈鋸齒狀，有單一狹窄的尖頭；上排牙齒具有獨特的鉤狀形狀，並且朝向下顎角度變得更加傾斜，而下牙則直立。5對腮裂，胸鰭大、尖、呈鐮刀形，背鰭2個，第一背鰭高，頂端尖，後緣凹，起源大約與胸鰭的尖端齊平。第二背鰭小而低，位置大約與臀鰭相對。背鰭之間通常沒有脊。尾鰭寬長，下葉前部顯著三角形突出，中部低平延長，與後部間有一深缺刻，後部小三角形突出，身體呈青銅色至橄欖灰色，具有金屬光澤，有時呈粉紅色，向鰭尖和邊緣變暗，但不明顯，體長可達3.25公尺，體重可達304.6公斤，壽命可達30年。

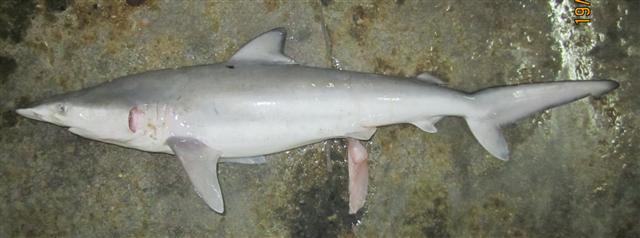
短尾真鯊
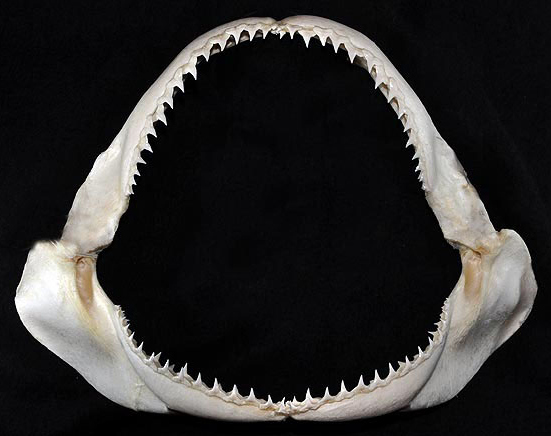
上下顎
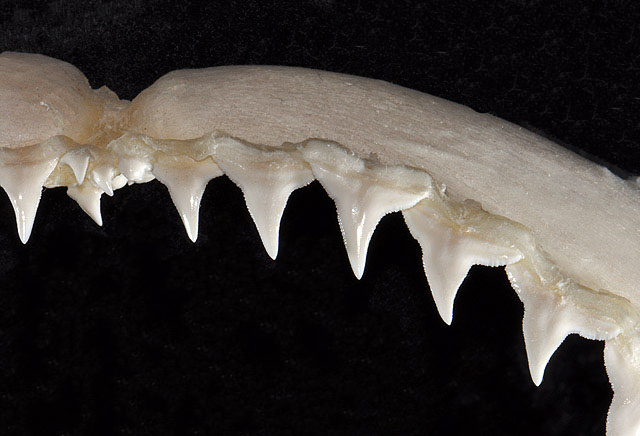
上排牙齒
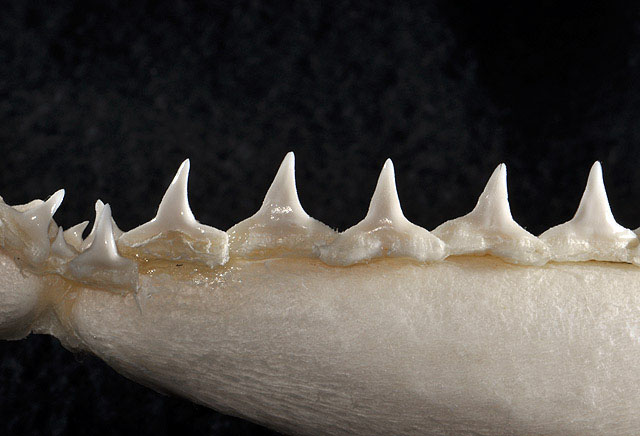
下排牙齒

## 生態
主要棲息在大陸棚或島嶼斜坡緣的沿海或近海，偶爾會出現在河口、港灣區域等沿岸沙質淺水域，能耐受低鹽度和變化的鹽度，成對或成群出現，會進行洄游，在北半球的族群，春夏時，遷移至北方較冷水域；秋冬時，遷移至南方較溫暖水域，屬肉食性，以硬骨魚、頭足類、小型軟骨魚類為食，人們觀察到眾多的短尾真鯊會以看似合作的方式一起狩獵。成群的小魚被驅趕形成「魚球」，每條鯊魚依次遊過其中，張開嘴進食。對於成群的鮪魚和較大的獵物食，短尾真鯊可能會採取「翼」形隊形，迫使獵物靠近，每條鯊魚都瞄準特定的魚並輪流攻擊。根據報導，在南非福爾斯灣，短尾真鯊跟隨圍網漁船。胎生，在南半球，繁殖期在十月至十二月，雌魚會利用淺近岸棲息地作為繁殖地，從開闊的海岸延伸到更受庇護的海灣和入口。雌魚每隔一年生產一次，每次產下幼魚數量從7到24尾不等，平均為15到16尾。本種可能會成為更大鯊魚和虎鯨的獵物。 

## 經濟利用
可作為食用魚及遊釣魚。